# Sindang Jaya (Tangerang)
Sindang Jaya is een bestuurslaag in het regentschap Tangerang van de provincie Banten, Indonesië. Sindang Jaya telt 8416 inwoners (volkstelling 2010).